# Dave Rodger
David Marsden "Dave" Rodger (født 18. juni 1955 i Hamilton, New Zealand) er en newzealandsk tidligere roer og dobbelt verdensmester.
Rodger vandt bronze i otter ved OL 1976 i Montreal. Den newzealandske båd bestod desuden af Trevor Coker, Ivan Sutherland, Lindsay Wilson, Joe Earl, Peter Dignan, Alec McLean, Tony Hurt og styrmand Simon Dickie. Newzealænderne sluttede på tredjepladsen i finalen efter Østtyskland og Storbritannien.
Rodger vandt desuden en lang række VM-medaljer i otter gennem karrieren, heriblandt to guldmedaljer ved henholdsvis VM 1982 i Schweiz og VM 1983 i Vesttyskland.

## OL-medaljer
- 1976:  Bronze i otter